# 拉克山
拉克山（英語：Mount Rucker）是南極洲的山峰，位於維多利亞地，處於約翰霍普金斯嶺以南，屬於皇家學會嶺的一部分，海拔高度3,815米，該山峰以皇家地理學會的榮譽秘書命名。
78°11′S 162°32′E / 78.183°S 162.533°E